# 于格·奥布里
于格·奥布里（法語：Hugues Obry，1973年5月19日—），法国男子击剑运动员。他曾获得2004年夏季奥运会男子重剑团体金牌、2000年夏季奥运会男子重剑个人银牌和男子重剑团体银牌。